# Aurore (voornaam)
Aurore of Aurora is een meisjesnaam, vooral populair in Franstalige regio's. De naam is afgeleid van de Romeinse godin Aurora (in het Grieks Eos), de godin van de dageraad. In het Nederlands wordt Aurore gebruikt om de morgenstond aan te duiden. Ook keert de naam terug in de latijnse term Aurora Borealis om het noorderlicht aan te duiden.
Op 4 oktober is er een feestdag ter ere van de Heilige Aure, de eerste abdis in de 7de eeuw van het klooster St. Martial in Parijs. Deze dag is dan ook het naamfeest van de namen Aurore, Aurora en Aure.
De naam komt in Nederland erg weinig voor.